# VK Капсула
«VK Капсула» (до 2021 года «Капсула») — семейство умных колонок со встроенным голосовым помощником «Маруся», разработанная VK. Колонка позволяет совершать онлайн-звонки и слушать музыку из своих плейлистов через аккаунт VK ID. Также голосовой помощник может читать детские сказки, искать информацию в интернете и управлять системами умного дома.
Представлена в четырёх моделях: «VK Капсула», «VK Капсула Мини», «VK Капсула Нео» и «VK Капсула Про» 

## История
Продажи «Капсулы» начались 22 апреля 2020 года. К марту 2021 года «Капсула» заняла 10 % рынка умных колонок в России.
Весной 2021 года VK (на тот момент — Mail.ru Group) представила мини-версию «Капсулы» стоимостью около 4000 рублей.
По данным Just AI, продажи умных колонок «Капсула» в России к ноябрю 2020 года составили около 100 тысяч штук.
В ноябре 2024 года появилась информация, что VK планирует свернуть и закрыть направление умных колонок

## Технические характеристики
Микросхема для «VK Капсулы» разработана китайской компанией Rockchip. В настоящее время колонка интегрирована с музыкальным сервисом Spotify и интернет-магазином AliExpress[уточнить]. Совместима с умными приборами от Xiaomi. Поддерживает систему умного дома компаний Redmond и «Ростелеком».

### VK Капсула
| Питание                         |                                      |
| ------------------------------- | ------------------------------------ |
| Питание                         | Работает от сети                     |
| Адаптер питания                 | 220 — 240В переменного тока, 50 Гц   |
| Характеристики адаптера         | 18В — 2А постоянного тока            |
| Акустические характеристики     |                                      |
| Соотношение сигнал/шум          | 80 dB                                |
| Диапазон воспроизводимых частот | 50 — 20000 Гц                        |
| Беспроводная связь              |                                      |
| Wi-Fi                           | IEEE 802.11 a/b/g/n/ac (2,4 и 5 ГГц) |
| Bluetooth                       | 5.0 LE                               |
| Звук                            |                                      |
| Низкочастотный динамик          | мощность 25 Вт, диаметр 76 мм        |
| Высокочастотный динамик         | мощность 5 Вт, диаметр 20 мм         |
| Суммарная мощность              | 30 Вт                                |
| Микрофон                        | 6 штук                               |
| Управление и индикация          |                                      |
| Управление                      | Голосовое, сенсорное                 |
| Индикация                       | световой спот                        |
| Требования к ОС                 |                                      |
| iOS                             | 12 и выше                            |
| Android                         | 5 и выше                             |
| Габариты устройства             |                                      |
| Ширина × Высота × Глубина, мм   | 153 × 222 × 110                      |
| Масса нетто                     | 1,46 кг                              |
| Габариты упаковки               |                                      |
| Ширина × Высота × Глубина, мм   | 195 × 355 × 140                      |
| Масса брутто                    | 2,45 кг                              |

### VK Капсула Мини
| Питание                 |                                    |
| ----------------------- | ---------------------------------- |
| Питание                 | Работает от сети                   |
| Адаптер питания         | 220 — 240В переменного тока, 50 Гц |
| Характеристики адаптера | 9 B ⎓ 1,5 A                        |
| Беспроводная связь      |                                    |
| Wi-Fi                   | 2,4 и 5 ГГц                        |
| Bluetooth               | 5.0                                |
| Проводные интерфейсы    |                                    |
| USB                     | Type-C                             |
| аудиовыход              | 3,5 мм стерео                      |
| Звук                    |                                    |
| Широкополосный динамик  | мощность 5 Вт, диаметр 42 мм       |
| Микрофон                | 4 цифровых                         |
| Управление и индикация  |                                    |
| Управление              | голосовое, 4 сенсорные кнопки      |
| Индикация               | цветовой дисплей, световой спот    |
| Датчики                 | освещённости                       |
| Габариты устройства     |                                    |
| Ширина × Высота, мм     | 45 × 100                           |
| Масса нетто             | 305 г                              |

### VK Капсула Нео
| Питание                 |                                    |
| ----------------------- | ---------------------------------- |
| Питание                 | Работает от сети                   |
| Адаптер питания         | 220 — 240В переменного тока, 50 Гц |
| Характеристики адаптера | 12 B ⎓ 1 A                         |
| Беспроводная связь      |                                    |
| Wi-Fi                   | 2,4 ГГц                            |
| Bluetooth               | 5.0                                |
| Проводные интерфейсы    |                                    |
| Разъём                  | штыревой                           |
| Звук                    |                                    |
| Широкополосный динамик  | мощность 5 Вт, диаметр 42 мм       |
| Микрофон                | 2                                  |
| Управление и индикация  |                                    |
| Управление              | голосовое, 4 сенсорные кнопки      |
| Индикация               | цветовой дисплей, световой спот    |
| Датчики                 | освещения                          |
| Габариты устройства     |                                    |
| Ширина × Высота, мм     | 90 × 75                            |
| Масса нетто             | 345 г                              |